# Comala, Huazalingo
Comala är en ort i Mexiko.   Den ligger i kommunen Huazalingo och delstaten Hidalgo, i den sydöstra delen av landet, 190 km norr om huvudstaden Mexico City. Comala ligger 838 meter över havet och antalet invånare är 134.
Terrängen runt Comala är kuperad åt sydost, men åt nordväst är den bergig. Runt Comala är det ganska tätbefolkat, med 129 invånare per kvadratkilometer. Närmaste större samhälle är Huejutla de Reyes, 15,2 km nordost om Comala. I omgivningarna runt Comala växer huvudsakligen savannskog.